# 898
898 (DCCCXCVIII) fue un año común comenzado en domingo del calendario juliano, en vigor en aquella fecha.

## Acontecimientos
- Juan IX sucede a Teodoro II como papa.

## Nacimientos
- Ramiro II, el Grande, Rey de León